# Porta Serpenoise
La Porta Serpenoise (in lingua francese: Porte Serpenoise) è una porta urbica situata a Metz, in Francia, nel quartiere di Metz-Centre.
Creata nell'ambito del rafforzamento delle fortificazioni cittadine, questa porta è una testimonianza simbolica associata a molti avvenimenti storici della città, di cui ha costituito uno degli accessi principali. Dal XX secolo, con l'abbattimento dei bastioni difensivi di cui faceva parte e l'espansione di Metz, la porta ha una funzione esclusivamente decorativa.

## Storia

### Origine e demolizione
Nel XIII secolo Metz, fino ad allora parte del Principato episcopale di Metz, ottenne lo status di città libera all'interno del Sacro Romano Impero. Liberatasi del controllo dei vescovi, Metz divenne una repubblica oligarchica guidata da poche famiglie borghesi dette paraiges.
Per difendersi dalla pressione dei suoi potenti vicini, la città costruì allora una vasta cinta muraria. In questo frangente venne creata anche la porta Serpenoise, così chiamata perché costruita lungo l'antica via romana Scarponensis, che univa la città gallo-romana di Scarpone (oggi Dieulouard) a quella di Divodurum Mediomatricorum (l'odierna Metz). Dalla contrazione del termine Scarponensis deriva la parola Serpenoise.
La porta fu poi parzialmente modificata nel XV secolo. Nel 1552, durante l'assedio di Metz, fu danneggiata pesantemente, e per questo nel 1561 venne demolita per far spazio alle nuove fortificazioni della cittadella.

### Ricostruzione
La Porta Serpenoise fu ricostruita nel 1852, a poca distanza dal luogo in cui era stata innalzata sei secoli prima, allo scopo di creare un accesso diretto all'antica stazione ferroviaria di Metz, costruita pochi anni prima. All'epoca la sua forma era quella di un tunnel di circa 30 metri che attraversava una parte della fortificazione meridionale della città, e proprio in virtù della sua presenza, la stazione venne ribattezzata Stazione della Porta Serpenoise.
Nel periodo dell'annessione di Metz all'Impero tedesco, la porta fu nota col nome Prinz Friedrich Karl Tor. Nel 1902, quando i tedeschi smantellarono le fortificazioni di Metz, la porta venne ulteriormente modificata e ridimensionata: mentre l'intero tunnel venne abbattuto, le due facciate furono unificate, dando l'aspetto attuale ad arco trionfale. Quattro garitte di vedetta furono aggiunte sulla sommità, mentre lungo i pilastri furono trascritte la data di costruzione nonché le date di alcuni avvenimenti importanti per la storia di Metz. L'edificio divenne quindi un monumento autonomo, ristrutturato per decorare il nuovo viale alberato creato in sostituzione delle vecchie mura.